# Bad Zwischenahn (stacja kolejowa)
Bad Zwischenahn – stacja kolejowa w Bad Zwischenahn, w kraju związkowym Dolna Saksonia, w Niemczech. Znajdują się tu 2 perony.